# Wilma Contreras
Wilma Contreras Rodriguez (Provincia de Sánchez Carrión, 12 de setiembre de 1970), conocida por su nombre artístico La chica de Rojo y Blanco, es una cantautora peruana de folclore peruano, reconocida por su enfoque distintivo en la interpretación del huayno con requinto.

## Biografía
Wilma Contreras Rodríguez nació el 12 de setiembre de 1970 en el pueblo de Molino Viejo en la Provincia de Sánchez Carrión del Departamento de La Libertad (Perú). 
A la edad de 11 años viaja a Trujillo (Perú) donde recibe el apoyo de sus abuelos y culmina sus estudios básicos. Dos años después, viaja a la capital Lima, donde logra su debut en los escenarios bajo el nombre inicial de "Blanca Palomita" en el año 1983 con el marco musical "Los tunantes de Sarín", actuales "Chicocos del Perú".
Años después y gracias a su esfuerzo de trabajo logra grabar su primer álbum titulado "La Chica del Escenario", en el año 1990, donde se destacan sus primeros éxitos musicales como "Comunicador social", "Gordito Presumido" y "Soy Huamachuquina", temas que la llevaron a compartir escenario con la reconocida artista Pastorita Huaracina, la cual la bautiza con el apelativo "La Chica de Rojo y Blanco", el cual se convertiría en su principal nombre artístico hasta la actualidad.
Tras el buen recibimiento por parte del público, en el año 1992 firma con la reconocida disquera Iempsa, donde publica su segundo álbum titulado "No Me Resigno" donde destacan los éxitos "Te busco Desesperada", "Te Odio mi Amor", "Ese chico me gusta", "Alegrando tu corazón", entre otros.
Posteriormente, funda su propia productora junto a su esposo y músico Emilio Goicochea bajo el nombre de "Producciones Chicoca", donde registran temas destacados con millones de reproducciones como: "Como estas amor", "Mañana Domingo", "Nunca me dejes por favor", "Recuerdos Imborrables", "Amor y Pasión", "Patria Querida, dulce nación", "La Chica del Pelo Suelto",entre otros.

## Vestimenta
Wilma Contreras se caracteriza por llevar los símbolos de la patria en su vestimenta, misma que fue exhibida en el Museo de la Nación en 2008. Este estilo refleja los colores que la identifican como "La chica de rojo y blanco" y los principales emblemas característicos del Perú.
El tema musical «Patria Querida, Dulce Nación»refleja explícitamente los símbolos patrios que lleva en sus atuendos.

## Discografía

### Álbumes
- 1990: La Chica del Escenario
- 1992: No me resigno
- 1993: Alegrando tu corazón
- 1994: Mañana Domingo
- 1995: La Danza del Gatito
- 1996: Huaylarsh Papucho
- 1997: Voluble amor
- 1998: Loca por Amor
- 1999: Nos Amamos
- 2002: Amor y Pasión
- 2004: No pensé Volver a Amar
- 2005: La Rosa Roja
- 2006: La Chica del Pelo Suelto
- 2007: Nuestra Separación
- 2008: Como has Hecho
- 2010: Amor Criticado
- 2011: Carnaval Sánchez Carrión
- 2012: Concierto en vivo Amor Criticado
- 2014: Como estas Amor
- 2016: Pórtate Bonito
- 2018: Quisiera correr a tus brazos
- 2022: Te amo con locura (dúo con Emilio Goicochea)

## Reconocimientos
- Premio Esmeralda Musical[8] por APDAYC por el tema «La Chica del Pelo Suelto».
- Premio Radio Unión por el tema «Mañana Domingo».
- Premio Asociación Peruana de Autores y Compositores por el tema «Mañana Domingo».
- Reconocimiento por Trayectoria Artística Programa Lima Limón de América Televisión (Perú).
- Reconocimiento de Vestimenta Artística Peruana en el Museo de la Nación.
- Premio APDAYC por Revelación Artística 2008.